# Askeberga skeppssättning

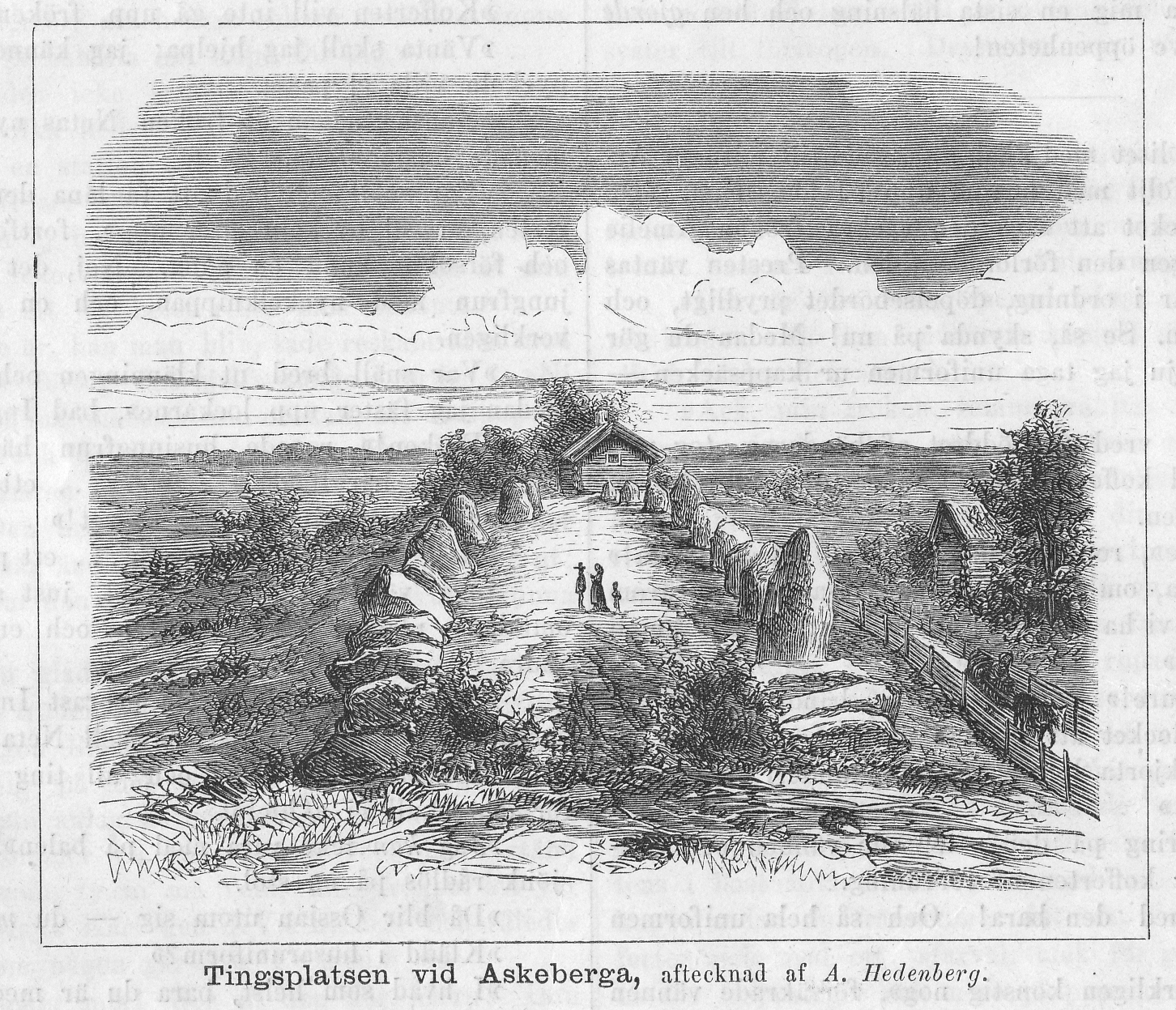
Askeberga ur Förr och Nu 1877

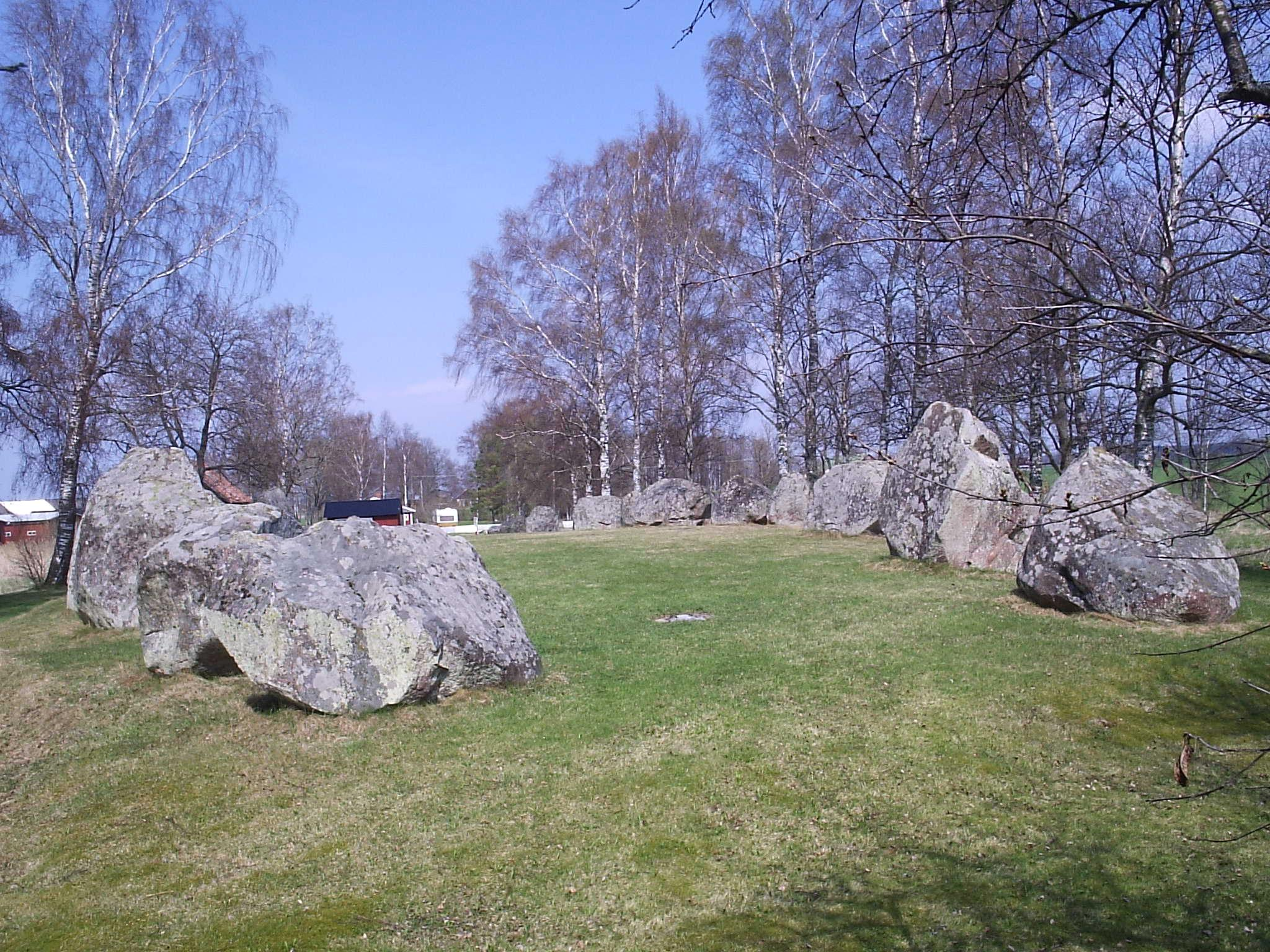
Askeberga skeppssättning

Askeberga skeppssättning eller Rane stenar ligger i Askeberga i Vads socken nära Tidan, ungefär 25 kilometer norr om Skövde i Västergötland. Ett ovanligt särdrag är att skeppet saknar stävstenar i ändarna och därför snarare påminner om ett långhus. Dessutom står skeppssättningen på en plattform av jord. Den är 54 meter lång och 18 meter bred (på mitten 20 meter i yttermått och 14 meter innermått, vid kortsidan är den 9 meter i yttermått och 5 meter i innermått). Dateringen är okänd men ligger troligen i yngre järnåldern.
Anläggningen består av 24 stenblock, upp till 2 meter höga och med en vikt per styck upp mot 25 ton. Det största blocket mäter 2,0 meter ovan markytan och 2 x 2 m i plan, men eftersom det har en närmast triangulär planform är volymen närmast 5 m³ om man räknar med att den i snitt fortsätter 0,2 meter under markytan. Detta ger en vikt på 13,5 ton. Stenarna kan komma från en svag förhöjning i landskapet några hundra meter åt sydost där det fortfarande finns kvar många stenblock.
En liknande, men något mindre, anläggning finns fem mil österut på en halvö ut i Vättern i Nässja socken i Östergötland. Denna kallas Nässja skeppssättning och är en oval stenkrets med måtten 44×18 m även den bestående av 24 stenar. (RAÄ-nr Nässja 2:1)

## Galleri

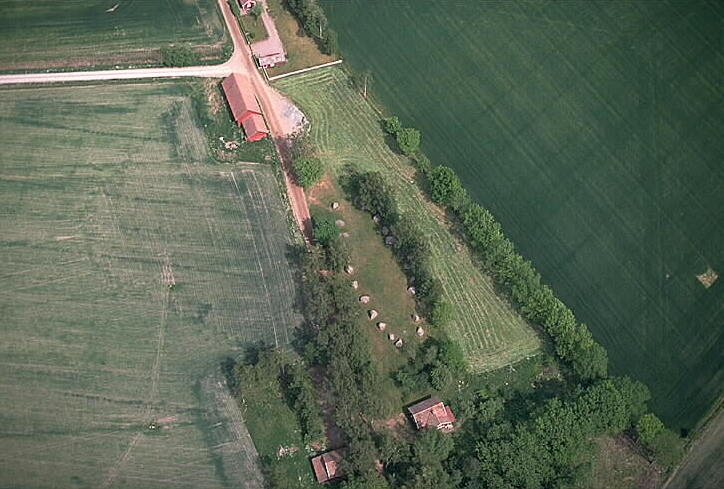
Flygbild.
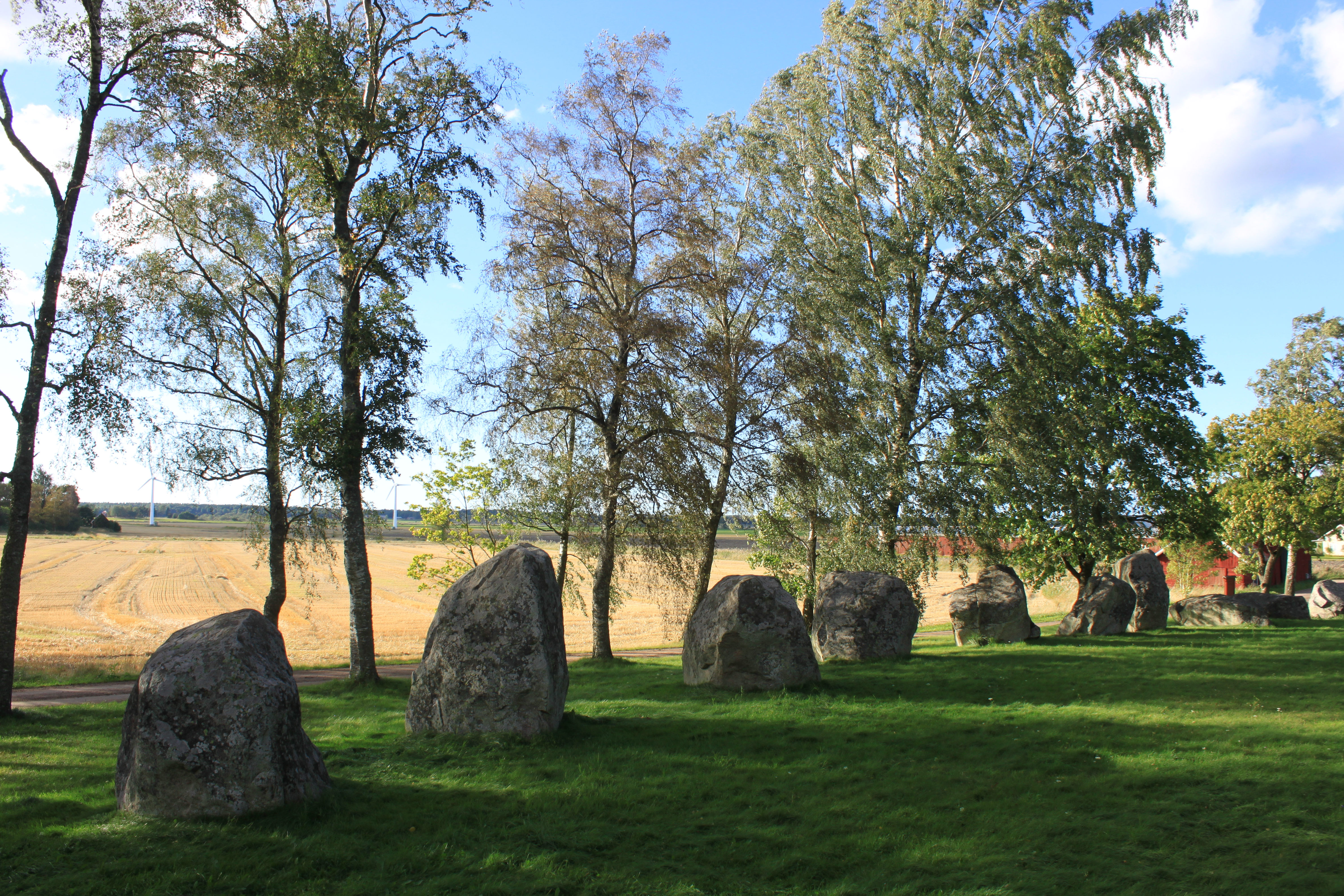
Askeberga skeppssättning mot åkern.
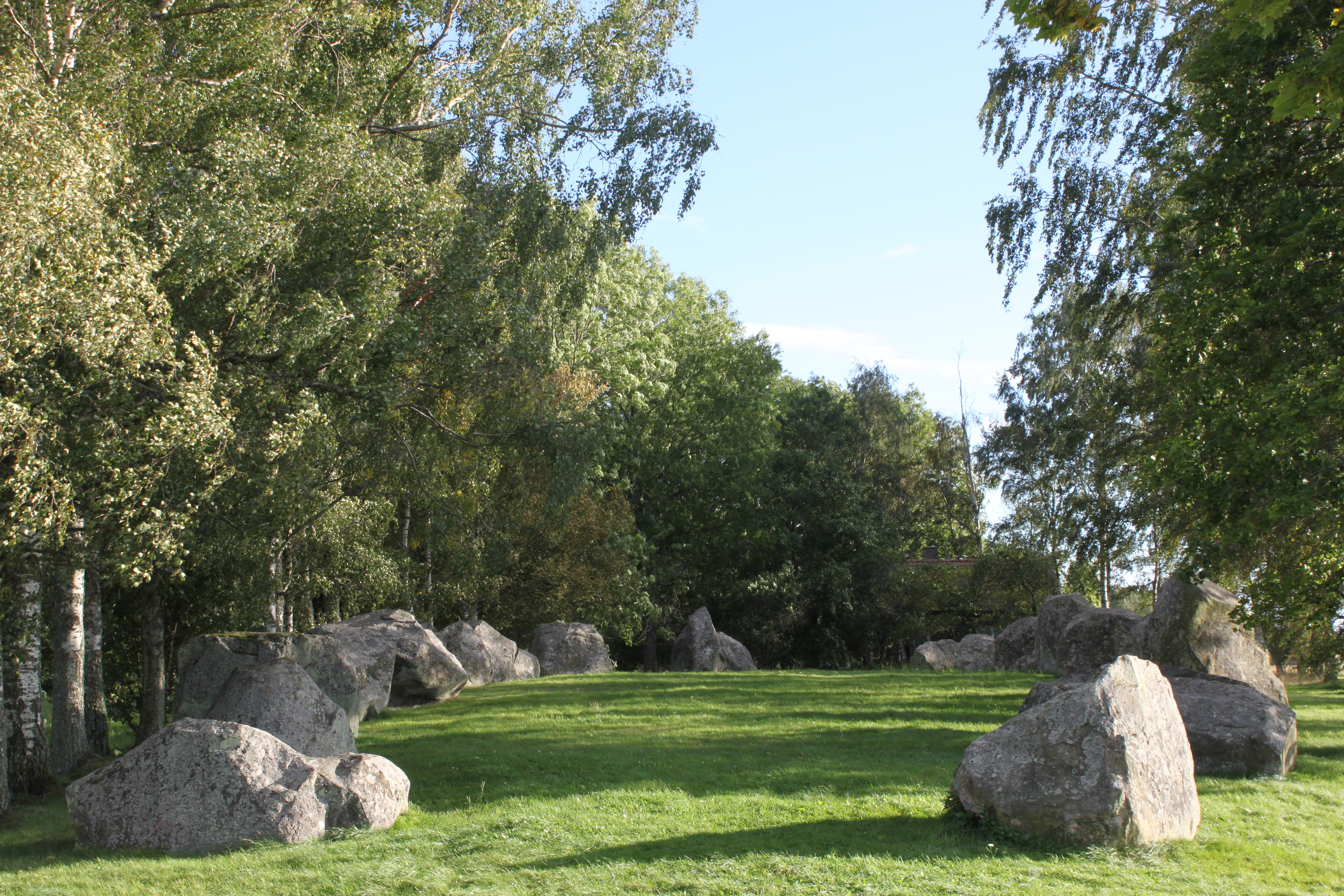
Askeberga skeppssättning från parkeringen.